# Hostěnice
Hostěnice (in tedesco Hostienitz) è un comune della Repubblica Ceca facente parte del distretto di Brno-venkov, in Moravia Meridionale.